# Berrac
Berrac är en kommun i departementet Gers i regionen Occitanien i sydvästra Frankrike. Kommunen ligger i kantonen Lectoure som tillhör arrondissementet Condom. År 2022 hade Berrac 114 invånare.

## Befolkningsutveckling
Antalet invånare i kommunen Berrac
Referens:INSEE